# Merine
Merine (em árabe: مرين) é uma comuna localizada na província de Sidi Bel Abbès, Argélia. De acordo com o censo de 2008, a população total da cidade era de 7 705 habitantes.